# 강신명 (목사)
강신명(姜信明, 1909년 6월 13일 ~ 1985년 6월 22일)은 영락교회와 새문안교회 목사였던 한국 개신교계의 원로였다.
경상북도 영주시 출신이고 대구의 계성중학교를 거쳐 1934년평양의 숭실전문학교 영문과를 졸업하였다. 1938년에 평양의 조선예수교장로회신학교 본과를 마치고 1940년에 일본의 동경신학교에서 수학하였다. 호는 소죽(小竹)이다. 한국기독교선교단체협의회 회장, 세계선교사 훈련원장, 연세대학교 재단이사장과 숭실대학교(구 숭전대학교) 총장 및 이사장, 또한 총회 야간 신학교를 건립, 서울장로회신학교로 발전시켰고 서울장신대학교(현 경기도 광주시 경안동)를 건립하는데에 공헌을 하였고, 대한예수교장로회(통합) 총회장을 지냈다. 교육사업에 대한 공로가 인정되어 1970년에 국민훈장 모란장을 받았다. 